# Olympische Sommerspiele 2020/Teilnehmer (Elfenbeinküste)
| Gelbes Symbol für Goldmedaillen mit stilisierten Olympischen Ringen | Graues Symbol für Silbermedaillen mit stilisierten Olympischen Ringen | Braundes Symbol für Bronzemedaillen mit stilisierten Olympischen Ringen |
| ------------------------------------------------------------------- | --------------------------------------------------------------------- | ----------------------------------------------------------------------- |
| —                                                                   | —                                                                     | 1                                                                       |

Die Elfenbeinküste nahm an den Olympischen Spielen 2020 in Tokio mit 31 Sportlern in sechs Sportarten teil. Es war die insgesamt 14. Teilnahme an Olympischen Sommerspielen.

## Medaillen

### Medaillenspiegel
| Rang   | Sportart  | Gold | Silber | Bronze | Gesamt |
| ------ | --------- | ---- | ------ | ------ | ------ |
| 1      | Taekwondo | –    | –      | 1      | 1      |
| Gesamt | Gesamt    | 0    | 0      | 1      | 1      |

### Medaillengewinner
| Name/n      | Sportart  | Wettkampf     |
| ----------- | --------- | ------------- |
| Bronze      |           |               |
| Ruth Gbagbi | Taekwondo | Mittelgewicht |

## Teilnehmer nach Sportarten

### Fußball
| Wettbewerb      | Männer (Spiele/Tore) |
| --------------- | --- |
| Athleten        | Eric Bailly (4/1) Kouadio-Yves Dabila (4/0) Youssouf Dao (4/0) Amad Diallo (4/0) Ismaël Diallo (4/0) Aboubacar Doumbia (3/0) Idrissa Doumbia (1/0) Kouassi Eboue (3/0) Silas Gnaka Max Gradel (4/1) Eliezer Ira (4/0) Kader Keïta (3/0) Franck Kessié (4/1) Christian Kouamé (4/0) Maxime Nagoli Zié Outtara (2/0) Wilfried Singo (4/0) Cheick Timité (3/0) |
| Trainer         | Soualiho Haïdara |
| P-Akkreditierte | Vakoun Issouf Bayo Koffi Kouao (2/0) Nicolas Tie |
| Gruppenphase    | Saudi-Arabien (2:1) Brasilien (0:0) Deutschland (1:1) |
| Viertelfinale   | Spanien (2:2; 2:5 n. V.) |
| Halbfinale      | ausgeschieden |
| Finale          | ausgeschieden |
| Platzierung     | ausgeschieden |

### Judo
| Athleten                 | Wettbewerb | 1. Runde    | 1. Runde | 2. Runde      | 2. Runde      | Viertelfinale | Viertelfinale | Halbfinale / Trostrunde | Halbfinale / Trostrunde | Finale / Platz 3 | Finale / Platz 3 | Rang |
| Athleten                 | Wettbewerb | Gegner      | Ergebnis | Gegner        | Ergebnis      | Gegner        | Ergebnis      | Gegner                  | Ergebnis                | Gegner           | Ergebnis         | Rang |
| ------------------------ | ---------- | ----------- | -------- | ------------- | ------------- | ------------- | ------------- | ----------------------- | ----------------------- | ---------------- | ---------------- | ---- |
| Frauen                   |            |             |          |               |               |               |               |                         |                         |                  |                  |      |
| Zouleiha Abzetta Dabonne | bis 57 kg  | T. Monteiro | 0s1:10   | ausgeschieden | ausgeschieden | ausgeschieden | ausgeschieden | ausgeschieden           | ausgeschieden           | ausgeschieden    | ausgeschieden    | 17   |

### Leichtathletik
Laufen und Gehen 
| Frauen             |       |         |   |         |   |               |               |    |
| Murielle Ahouré    | 100 m | 11,16 s | 3 | 11,28 s | 7 | ausgeschieden | ausgeschieden | 19 |
| Marie-Josée Ta Lou | 100 m | 10,78 s | 1 | 10,79 s | 1 | 10,91 s       | 4             | 4  |
| Marie-Josée Ta Lou | 200 m | 22,30 s | 1 | 22,11 s | 1 | 22,27 s       | 5             | 5  |
| Männer             |       |         |   |         |   |               |               |    |
| Arthur Cissé       | 100 m | 10,15 s | 2 | 10,18 s | 7 | ausgeschieden | ausgeschieden | 18 |

### Rudern
| Athleten     | Wettbewerb | Vorlauf     | Vorlauf | Vorlauf       | Hoffnungslauf | Hoffnungslauf | Hoffnungslauf  | Viertelfinale | Viertelfinale | Viertelfinale | Halbfinale  | Halbfinale | Halbfinale    | Finale      | Finale | Rang |
| Athleten     | Wettbewerb | Zeit        | Platz   | Qualifikation | Zeit          | Platz         | Qualifikation  | Zeit          | Platz         | Qualifikation | Zeit        | Platz      | Qualifikation | Zeit        | Platz  | Rang |
| ------------ | ---------- | ----------- | ------- | ------------- | ------------- | ------------- | -------------- | ------------- | ------------- | ------------- | ----------- | ---------- | ------------- | ----------- | ------ | ---- |
| Männer       |            |             |         |               |               |               |                |               |               |               |             |            |               |             |        |      |
| Franck N’dri | Einer      | 7:49,19 min | 5       | Hoffnungslauf | 8:03,25 min   | 5             | Halbfinale E/F | –             | –             | –             | 7:55,12 min | 2          | Finale E      | 7:42,55 min | 4      | 28   |

### Schwimmen
| Athleten       | Wettbewerb     | Vorlauf     | Vorlauf | Halbfinale | Halbfinale | Finale        | Finale        | Rang |
| Athleten       | Wettbewerb     | Zeit        | Rang    | Zeit       | Rang       | Zeit          | Rang          | Rang |
| -------------- | -------------- | ----------- | ------- | ---------- | ---------- | ------------- | ------------- | ---- |
| Frauen         |                |             |         |            |            |               |               |      |
| Talita Te Flan | 400 m Freistil | 4:38,92 min | 25      | —          | —          | ausgeschieden | ausgeschieden | 25   |

### Taekwondo
| Athleten            | Wettbewerb        | Achtelfinale      | Achtelfinale | Viertelfinale  | Viertelfinale | Hoffnungsrunde Halbfinale | Hoffnungsrunde Halbfinale | Halbfinale    | Halbfinale    | Hoffnungsrunde Finale | Hoffnungsrunde Finale | Finale        | Finale        | Rang   |
| Athleten            | Wettbewerb        | Gegner            | Erg.         | Gegner         | Erg.          | Gegner                    | Erg.                      | Gegner        | Erg.          | Gegner                | Erg.                  | Gegner        | Erg.          | Rang   |
| ------------------- | ----------------- | ----------------- | ------------ | -------------- | ------------- | ------------------------- | ------------------------- | ------------- | ------------- | --------------------- | --------------------- | ------------- | ------------- | ------ |
| Frauen              |                   |                   |              |                |               |                           |                           |               |               |                       |                       |               |               |        |
| Ruth Gbagbi         | Klasse bis 67 kg  | N. Katoka         | DSQ          | M. Zhang       | 21:9          | —                         | —                         | L. Williams   | 18:24         | M. Titoneli           | 12:8                  | ausgeschieden | ausgeschieden | Bronze |
| Aminata Traoré      | Klasse über 67 kg | D.-b. Lee         | 13:17        | ausgeschieden  | ausgeschieden | K. Rodríguez              | 11:9                      | ausgeschieden | ausgeschieden | A. Laurin             | 8:17                  | ausgeschieden | ausgeschieden | 5      |
| Männer              |                   |                   |              |                |               |                           |                           |               |               |                       |                       |               |               |        |
| Cheick Sallah Cissé | Klasse bis 80 kg  | A. Mahboubi       | 11:21        | ausgeschieden  | ausgeschieden | ausgeschieden             | ausgeschieden             | ausgeschieden | ausgeschieden | ausgeschieden         | ausgeschieden         | ausgeschieden | ausgeschieden | 11     |
| Seydou Gbané        | Klasse über 80 kg | A. Razak Issoufou | 15:9         | D. Georgievski | 4:9           | R. Alba                   | 2:8                       | ausgeschieden | ausgeschieden | ausgeschieden         | ausgeschieden         | ausgeschieden | ausgeschieden | 7      |